# (73920) 1997 HE12
(73920) 1997 HE12 – planetoida z pasa głównego asteroid okrążająca Słońce w ciągu 4,24 lat w średniej odległości 2,62 j.a. Odkryta 30 kwietnia 1997 roku.